# Morgan contro Virginia
Irene Morgan v. Commonwealth of Virginia, 328 U.S. 373 (1946), è un importante caso della Corte Suprema degli Stati Uniti d'America. In questa storica sentenza del 1946, la Corte Suprema degli Stati Uniti stabilì 7-1 che la legge statale della Virginia che imponeva la segregazione sugli autobus interstatali era incostituzionale.
Il caso è stato sostenuto da William H. Hastie, ex governatore delle Isole Vergini americane e in seguito giudice della Corte d'Appello degli Stati Uniti d'America per il Terzo Circuito. Thurgood Marshall della NAACP era co-consigliere; in seguito è stato nominato giudice della Corte Suprema degli Stati Uniti. Hastie e Marshall usarono una strategia innovativa per riassumere e argomentare il caso. Invece di fare affidamento sulla clausola di uguale protezione del 14° emendamento, hanno sostenuto con successo che la segregazione nei viaggi interstatali violava la clausola sul commercio della Costituzione degli Stati Uniti d'America.
Irene Morgan, la querelante afroamericana che fu arrestata in Virginia per essersi rifiutata di spostarsi dalla sezione "Bianca" a quella "Di Colore" su un autobus interstatale Greyhound, ha dichiarato:
(Irene Morgan)